# Landkreis Rottweil
Der Landkreis Rottweil ist eine Gebietskörperschaft mit 140.344 Einwohnern (31. Dezember 2023) in Baden-Württemberg. Er gehört zur Region Schwarzwald-Baar-Heuberg im Regierungsbezirk Freiburg.

## Geographie

### Lage
Der Landkreis Rottweil hat Anteil an den geographischen Landschaftseinheiten Mittlerer Schwarzwald, der Ostabdachung des Mittleren Schwarzwaldes (zuweilen auch: Randplatten des Mittleren Schwarzwaldes) und den Oberen Neckar-Gäuen. An seinem Ostsaum hat der Landkreis zudem noch geringen Anteil am Albvorland und ganz im Südosten an der sogenannten Baar-Hochmulde. Der tiefste Punkt liegt mit 288,4 m ü. NHN an der Kinzig beim Austritt aus dem Kreisgebiet auf der Gemarkung Schiltach, der höchste Punkt mit 944,4 m ü. NHN befindet sich auf der Brunnholzer Höhe, Gemarkung Schramberg.

### Orte
Die Liste der Orte im Landkreis Rottweil enthält die ungefähr 514 Orte (Städte, Dörfer, Weiler, Höfe und Wohnplätze) des Landkreises Rottweil im geographischen Sinne.

### Nachbarkreise
Der Landkreis grenzt im Uhrzeigersinn im Norden beginnend an die Landkreise Freudenstadt, Zollernalbkreis, Tuttlingen, Schwarzwald-Baar-Kreis und Ortenaukreis.

### Flächenaufteilung
Nach Daten des Statistischen Landesamtes, Stand 2015.

## Natur
Der Landkreis Rottweil besitzt folgende 10 Naturschutzgebiete. Nach der Schutzgebietsstatistik der Landesanstalt für Umwelt, Messungen und Naturschutz Baden-Württemberg (LUBW) stehen 436,96 Hektar der Kreisfläche unter Naturschutz, das sind 0,57 Prozent.
1. Albeck: 11,7 ha; Stadt Sulz am Neckar, Gemarkung Sulz
2. Brandhalde: 9,9 ha; Stadt Oberndorf am Neckar, Gemarkung Aistaig
3. Dießener Tal und Seitentäler: 509 ha, davon im Landkreis Rottweil: 17,8 ha; Stadt Sulz am Neckar, Gemarkung Dürrenmettstetten
4. Hungerbühl-Weiherwiesen: 38,1 ha; Stadt Sulz am Neckar, Gemarkung Mühlheim am Bach
5. Kälberhalde: 4,1 ha; Stadt Oberndorf am Neckar, Gemarkung Altoberndorf
6. Linsenbergweiher: 29,4 ha; Stadt Rottweil, Gemarkungen Rottweil und Göllsdorf
7. Mittlere Bollerhalde: 3,1 ha; Stadt Oberndorf am Neckar, Gemarkung Altoberndorf
8. Neckarburg: 66,2 ha; Stadt Rottweil, Gemarkung Rottweil
9. Schlichemtal: 216,6 ha; Gemeinde Epfendorf, Gemarkungen Harthausen und Epfendorf, Gemeinde Dietingen, Gemarkungen Böhringen und Irslingen
10. Schwarzenbach: 82 ha, davon im Landkreis Rottweil: 40,6 ha; Stadt Rottweil, Gemarkungen Neukirch und Zepfenhan

### Geologie
Der Landkreis Rottweil liegt in dem vom Land Baden-Württemberg ermittelten Radonvorsorgegebiet. Diese sind laut Strahlenschutzgesetz verpflichtend zu ermitteln sowie festzulegen und betreffen folgende Gemeinden (Stand 15. Dezember 2020):
- Lauterbach (Gemeinde-Kennziffer 8325036)
- Schiltach (Gemeinde-Kennziffer 8325051)

## Geschichte
Der Landkreis Rottweil geht im Kern auf das im Königreich Württemberg eingerichtete Oberamt Rottweil zurück. Dieses Oberamt wurde nach den napoleonischen Kriegen – nach der Mediatisierung der ehemals freien Reichsstadt Rottweil 1803 – mit dem Organisationsedikt von 1806 bereits durch Herzog Friedrich II. von Württemberg, dem späteren König von Württemberg, neu verfasst. Wesentlich für seine Konstituierung in verwaltungsrechtlicher Hinsicht ist jedoch erst das 1818 erlassene Mauclersche Organisationsedikt mit der Trennung von Justiz und Verwaltung sowie Amt und Amtsstadt.
1807 wurde das Oberamt Sulz aus den Oberämter Dornhan, Teilen des Oberamts Rosenfeld, im Jahr 1810 das Oberamt Oberndorf errichtet. Aus diesen 1934 in Landkreise umbenannten Oberämtern wurde nach deren Auflösung 1938 der Landkreis Rottweil geschaffen. Der Landkreis Rottweil wurde dabei um den Großteil des Landkreises Oberndorf (fünf Gemeinden kamen zum Landkreis Freudenstadt), um einige Orte des Landkreises Sulz – der größere Teil wurde dem Landkreis Horb zugeschlagen – sowie um einzelne Gemeinden der Landkreise Tuttlingen und Spaichingen vergrößert. Er gab jedoch auch einige Orte an den Landkreis Balingen ab.
Nach 1945 gehörte der Landkreis Rottweil zum Land Württemberg-Hohenzollern, das 1952 im Land Baden-Württemberg aufging. Danach gehörte er zum Regierungsbezirk Südwürttemberg-Hohenzollern.
Bei der Kreisreform kam der Landkreis Rottweil am 1. Januar 1973 zum neugebildeten Regierungsbezirk Freiburg. Damals wurden acht Gemeinden vom Landkreis Horb, vier vom Landkreis Wolfach, die Gemeinde Glatt vom Landkreis Hechingen und die Gemeinde Tennenbronn vom Landkreis Villingen-Schwenningen zugeordnet. Im Gegenzug gab der Landkreis Rottweil die Gemeinden Peterzell und Römlinsdorf an den Landkreis Freudenstadt sowie Deißlingen und Weigheim an den Schwarzwald-Baar-Kreis ab.
Zuvor trat der Landkreis Rottweil am 1. Januar 1972 die Stadt Schwenningen am Neckar an den Landkreis Villingen-Schwenningen ab.
Die Gemeinde Schörzingen wurde bereits am 1. Februar 1973 an den Zollernalbkreis abgetreten. Am 1. Januar 1974 kehrte Deißlingen zurück. Busenweiler kam am 1. April 1974 aus dem Landkreis Freudenstadt hinzu.
Am 1. Juli 1978 gab es einen Gebietsaustausch zwischen den Städten Schiltach und Wolfach (Ortenaukreis).
Am 1. Mai 2006 wurde die Gemeinde Tennenbronn in die Stadt Schramberg eingegliedert. Damit umfasst der Landkreis Rottweil nunmehr 21 Gemeinden, darunter 6 Städte und hiervon wiederum 2 „Große Kreisstädte“ (Rottweil und Schramberg). Größte Stadt ist Rottweil, kleinste Gemeinde ist Schenkenzell.
Im Landkreis Rottweil wurde in einer Versammlung von 25 Frauen in der Alten Kirche in Fluorn-Winzeln im Vorfeld des ersten regulären Grünen-Parteitags 1980 eine Erklärung zur Gleichberechtigung von Mann und Frau formuliert. Sie führt zum Beschluss der Partei über die paritätische Besetzung des Landesvorstands und aller Ämter und Mandate mit Männern und Frauen nach dem Reißverschlussprinzip.

## Einwohnerentwicklung

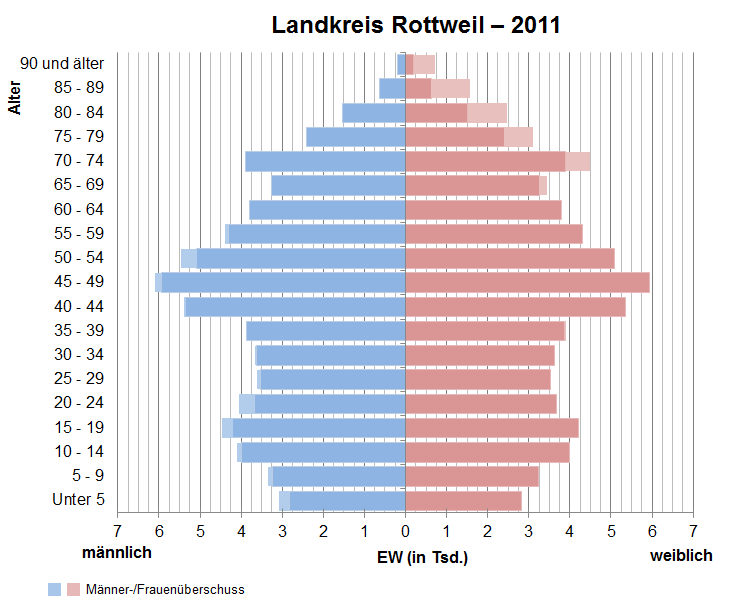
Bevölkerungspyramide für den Kreis Rottweil (Datenquelle: Zensus 2011.)

Die Einwohnerzahlen sind Volkszählungsergebnisse (¹) oder amtliche Fortschreibungen des Statistischen Landesamts Baden-Württemberg (nur Hauptwohnsitze).
| Datum             | Einwohner |
| ----------------- | --------- |
| 31. Dezember 1973 | 131.555   |
| 31. Dezember 1975 | 129.074   |
| 31. Dezember 1980 | 127.567   |
| 31. Dezember 1985 | 125.797   |
| 25. Mai 1987 ¹    | 126.796   |
| 31. Dezember 1990 | 133.059   |

| Datum             | Einwohner |
| ----------------- | --------- |
| 31. Dezember 1995 | 138.944   |
| 31. Dezember 2000 | 140.873   |
| 31. Dezember 2005 | 142.148   |
| 31. Dezember 2010 | 139.316   |
| 31. Dezember 2015 | 137.500   |
| 31. Dezember 2020 | 140.166   |

## Politik

### Kreistag
Der Kreistag wird von den Wahlberechtigten im Landkreis auf fünf Jahre gewählt. Die Kommunalwahl am 9. Juni 2024 führte zu dem im rechten Diagramm dargestellten Ergebnis.

Die Kommunalwahl am 9. Juni 2024 führte zu folgender Sitzverteilung im Kreistag:
- SPD: 5
- Grüne: 3
- ÖDP: 2
- FW: 12
- FDP: 4
- CDU: 14
- AfD: 6

Anmerkung: Grüne und ödp bilden eine gemeinsame Fraktion.
Ergebnisse vorangegangener Kreistagswahlen
| Parteien und Wählergemeinschaften | Parteien und Wählergemeinschaften           | % 2014 | Sitze 2014 | % 2009 | Sitze 2009 | % 2004 | Sitze 2004 | % 1999 | Sitze 1999 | % 1994 | Sitze 1994 | % 1989 | Sitze 1989 |
| --------------------------------- | ------------------------------------------- | ------ | ---------- | ------ | ---------- | ------ | ---------- | ------ | ---------- | ------ | ---------- | ------ | ---------- |
| CDU                               | Christlich Demokratische Union Deutschlands | 35,6   | 15         | 33,3   | 17         | 35,7   | 17         | 39,8   | 22         | 37,1   | 20         | 42,7   | 22         |
| FW                                | Freie Wählervereinigung                     | 28,6   | 12         | 26,8   | 13         | –      | –          | –      | –          | –      | –          | –      | –          |
| WG                                | Wählervereinigungen                         | –      | –          | –      | –          | 26,3   | 14         | 26,0   | 13         | 22,9   | 12         | 27,4   | 13         |
| SPD                               | Sozialdemokratische Partei Deutschlands     | 14,9   | 6          | 13,9   | 7          | 15,5   | 7          | 16,5   | 7          | 19,7   | 9          | 21,3   | 10         |
| FDP                               | Freie Demokratische Partei                  | 8,1    | 4          | 14,0   | 7          | 11,4   | 5          | 9,0    | 4          | 5,9    | 3          | 4,0    | 1          |
| ÖDP                               | Ökologisch-Demokratische Partei             | 6,5    | 3          | 7,6    | 3          | –      | –          | –      | –          | –      | –          | –      | –          |
| Grüne                             | Bündnis 90/Die Grünen                       | 6,3    | 3          | 4,9    | 2          | 5,4    | 2          | 4,4    | 2          | 5,3    | 2          | 4,7    | 2          |
| REP                               | Die Republikaner                            | –      | –          | –      | –          | –      | –          | 0,5    | –          | 2,5    | 1          | –      | –          |
| Sonst.                            | Sonstige                                    | –      | –          | –      | –          | 5,7    | 3          | 3,9    | 2          | 6,7    | 3          | –      | –          |
| Gesamt                            | Gesamt                                      | 100,0  | 43         | 100,0  | 49         | 100,0  | 48         | 100,0  | 50         | 100,0  | 50         | 100,0  | 48         |
| Wahlbeteiligung                   | Wahlbeteiligung                             | 49,6 % | 49,6 %     | 50,7 % | 50,7 %     | 52,3 % | 52,3 %     | 55,8 % | 55,8 %     | 66,7 % | 66,7 %     | 62,0 % | 62,0 %     |

- WG: Wählervereinigungen, da sich die Ergebnisse von 1989 bis 2004 nicht auf einzelne Wählergruppen aufschlüsseln lassen.

### Landrat

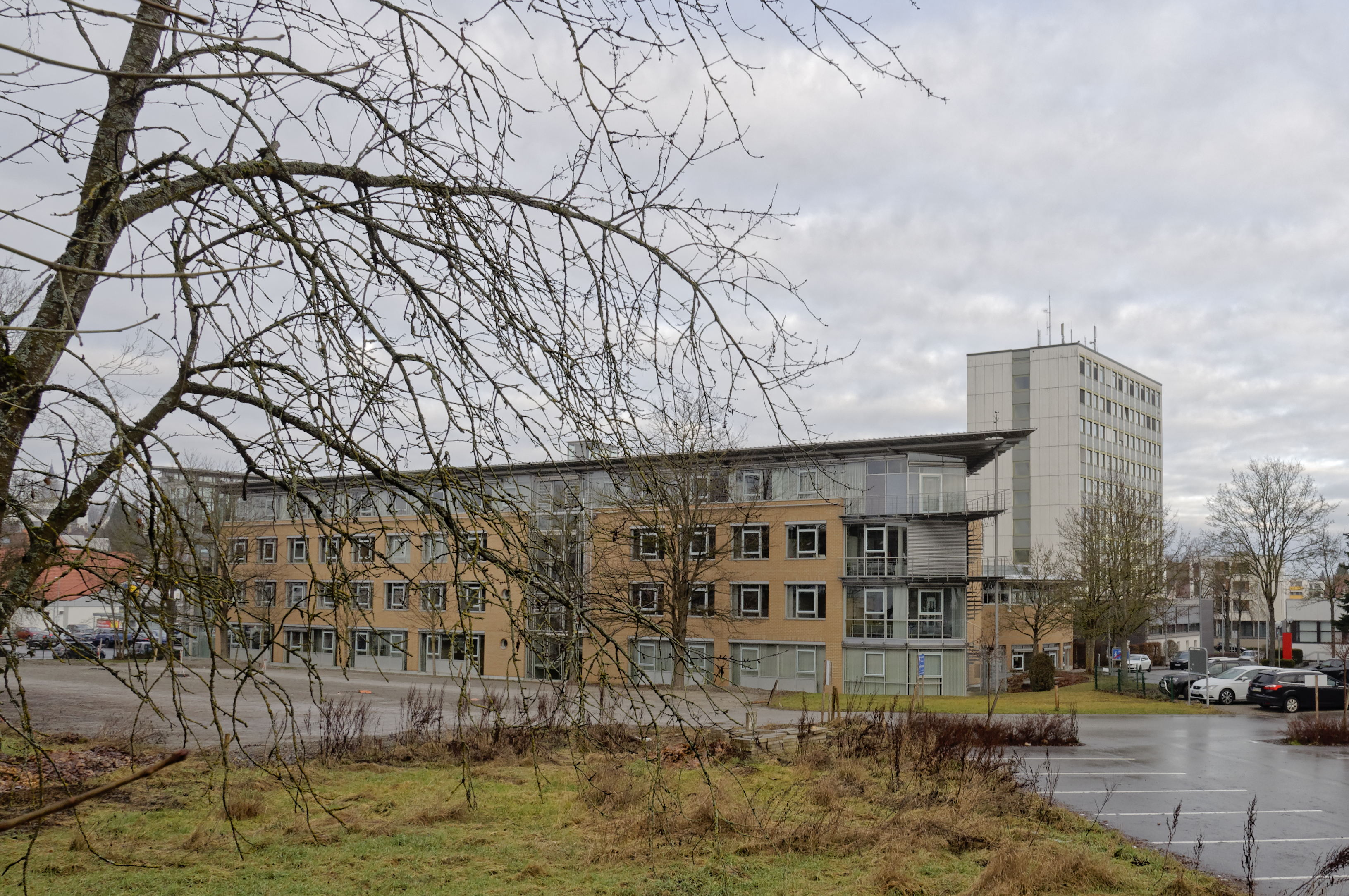
Landratsamt Rottweil

Der Landrat wird vom Kreistag auf acht Jahre gewählt. Er ist gesetzlicher Vertreter und Repräsentant des Landkreises sowie Vorsitzender des Kreistags und seiner Ausschüsse. Er leitet das Landratsamt und ist Beamter des Kreises.
Zu seinem Aufgabengebiet zählen die Vorbereitung der Kreistagssitzungen sowie seiner Ausschüsse. Er beruft Sitzungen ein, leitet diese und vollzieht die dort gefassten Beschlüsse. In den Gremien hat er kein Stimmrecht. Sein Stellvertreter ist der Erste Landesbeamte.
Die Landräte des Landkreises Rottweil seit 1928
| Amtszeit  | Name                          |
| --------- | ----------------------------- |
| 1928–1940 | Gustav Regelmann              |
| 1940–1945 | Hermann Rieger                |
| 1945–1952 | Johann Ableitner              |
| 1953–1973 | Nikolaus Freiherr von Enzberg |
| 1973–2002 | Manfred Autenrieth            |
| seit 2002 | Wolf-Rüdiger Michel           |

Die Oberamtmänner des ehemaligen Oberamts sind im Artikel Oberamt Rottweil zu finden.

### Hoheitszeichen

Bannerflagge

Als Hoheitszeichen führt der Landkreis Rottweil ein Siegel, ein Wappen und eine Flagge.
| Wappen des Landkreises Rottweil | Blasonierung: „In Gold einen rot bezungten und rot bewehrten schwarzen Adler, belegt mit einem von Silber und Rot geteilten Brustschild, in den Fängen eine liegende Hirschstange mit nach unten gekehrten Enden haltend.“ |
| Wappen des Landkreises Rottweil | Wappenbegründung: Das Wappen wurde am 7. Juni 1974 vom Innenministerium Baden-Württemberg verliehen. Der Reichsadler steht für die ehemals freie Reichsstadt Rottweil, die Hirschstange für die württembergischen Gebiete des Kreises und der geteilte Brustschild für die später zu Vorderösterreich gehörigen Gebiete der Grafen von Hohenberg. |

Die Flaggenfarben des Landkreises Rottweil sind Schwarz-Gelb.

## Wirtschaft und Infrastruktur
Im sogenannten „Zukunftsatlas“ belegte der Landkreis Rottweil im Jahr 2016 Platz 153 von 402 Landkreisen, Kommunalverbänden und kreisfreien Städten in Deutschland und zählt damit zu den Regionen mit „ausgeglichenem Chancen-Risiko-Mix“. In der Ausgabe von 2019 lag er auf Platz 77 von 401.

### Verkehr

#### Bahnverkehr
Von Rottweil wurde 1928 durch die Deutsche Reichsbahn eine Nebenbahn über Schömberg nach Balingen in Betrieb genommen.
Im Nordwesten des Kreises entstand in Schiltach ein Bahnknoten, wo die Bahnstrecke Eutingen im Gäu–Schiltach, die Bahnstrecke Hausach–Schiltach und die Bahnstrecke Schiltach–Schramberg aufeinandertrafen.
Von dem Gesamtnetz von 90 Kilometern Länge wurden inzwischen 21 Kilometer für den Personen- und Güterverkehr stillgelegt:
- 23. November 1959 Schiltach–Schramberg (neun Kilometer)
- 25. September 1971 Rottweil–Schömberg (zwölf Kilometer)

Auf den Strecken von Rottweil nach Villingen und Tuttlingen verkehren seit 1. September 2003 neben DB-Zügen auch Triebwagen der Hohenzollerischen Landesbahn AG im Rahmen des Ringzug-Konzepts Schwarzwald-Baar-Heuberg.

#### Fernstraßen
Durch das östliche Kreisgebiet führt die Bundesautobahn 81 Stuttgart–Singen (Hohentwiel). Ferner erschließen mehrere Bundes-, Landes- und Kreisstraßen den Landkreis. Wichtigste Bundesstraßen sind die B 14 Stuttgart–Stockach, die das Kreisgebiet von Nord nach Süd entlang des Neckars durchzieht, die B 462 Freudenstadt–Rottweil, die von Nordwesten kommt und Richtung Osten das Kreisgebiet durchquert, sowie die B 27 die, von Tübingen kommend, nach Villingen-Schwenningen und Schaffhausen in die Schweiz führt.
Seit 2017 werden in Gemeinden des Landkreises sogenannte Mitfahrbänkle nach dem Motto „Daumen raus“ eingerichtet.

#### Radverkehr
Durch den Landkreis Rottweil verlaufen die folgenden Alltagsrouten aus dem Radnetz Baden-Württemberg:
- Von Horb kommend über Sulz, Oberndorf und Rottweil Richtung Spaichingen und Tuttlingen
- Von Balingen kommend über Rottweil Richtung Villingen-Schwenningen
- Von Freudenstadt kommend über Schiltach Richtung Wolfach.
- Von Schiltach über Schramberg nach Rottweil.

Durch den Landkreis verlaufen die folgenden Landes-Radfernwege: 
- Der Neckartal-Radweg führt von Villingen-Schwenningen über Rottweil nach Mannheim
- Der Heidelberg-Schwarzwald-Bodensee-Radweg führt von Heidelberg nach Radolfzell. Er führt von Horb kommend östlich des Neckartals nach Rottweil und weiter nach Villingen-Schwenningen.
- Der Schwarzwald-Panorama-Radweg führt von Pforzheim und Freudenstadt kommend östlich des Kinzigtals über Schramberg (Stadtteil Sulgen) Richtung Villingen-Schwenningen und schließlich weiter nach Waldshut-Tiengen
- Der Naturpark-Radweg Schwarzwald Mitte/Nord führt rund um selbigen Naturpark und führt dabei im Landkreis Rottweil über Schiltach durch das Kinzigtal.

### Kreiseinrichtungen
Der Landkreis Rottweil ist Träger folgender beruflicher Schulen: Gewerbliche Schulen Rottweil, Kaufmännische und Sozialpflegerische Schulen Rottweil, Gewerbliche und Hauswirtschaftliche Schulen Schramberg, Kaufmännische Schulen Schramberg, Robert-Gleichauf-Schule – Berufliche Schulen Oberndorf am Neckar und Kaufmännische Schulen Sulz, ferner folgender Sonderpädagogischer Bildungs- und Beratungszentren: Gustav-Werner-Schule Rottweil (Förderschwerpunkt geistige Entwicklung), Wittumschule Schramberg (Förderschwerpunkt geistige Entwicklung), mit dem Förderschwerpunkt Lernen in Schramberg, Rottweil, Oberndorf und Dunningen und Erich Kästner-Schule mit Sprachheilkindergarten Oberndorf am Neckar (Förderschwerpunkt Sprache).
Der Landkreis Rottweil war alleiniger Gesellschafter der 1993 gegründeten Krankenhausgesellschaft des Landkreises Rottweil mbH. Sie wurde 1997 in Gesundheitszentren Landkreis Rottweil GmbH umbenannt. Die Gesellschaft betrieb bis zur Privatisierung durch die Helios-Kliniken 2011 die Kreiskrankenhäuser Rottweil und Schramberg.
Der Landkreis betreibt ein eigenes Kreisarchiv. Das Kultur- und Museumszentrum Schloss Glatt wird als Kultureinrichtung des Landkreises von Stadt Sulz am Neckar und Landkreis gemeinsam getragen.

## Gemeinden
Vereinbarte Verwaltungsgemeinschaften und Gemeindeverwaltungsverbände
1. Vereinbarte Verwaltungsgemeinschaft der Gemeinde Dunningen mit der Gemeinde Eschbronn
2. Vereinbarte Verwaltungsgemeinschaft der Stadt Oberndorf am Neckar mit den Gemeinden Epfendorf und Fluorn-Winzeln
3. Vereinbarte Verwaltungsgemeinschaft der Stadt Rottweil mit den Gemeinden Deißlingen, Dietingen, Wellendingen und Zimmern ob Rottweil
4. Vereinbarte Verwaltungsgemeinschaft der Stadt Schiltach mit der Gemeinde Schenkenzell
5. Vereinbarte Verwaltungsgemeinschaft der Stadt Schramberg mit den Gemeinden Aichhalden, Hardt und Lauterbach
6. Vereinbarte Verwaltungsgemeinschaft der Stadt Sulz am Neckar mit der Gemeinde Vöhringen
7. Gemeindeverwaltungsverband Villingendorf mit Sitz in Villingendorf; Mitgliedsgemeinden: Bösingen und Villingendorf

| Stadt                        | Wappen | Fläche km² | Einwohner 31. Dezember 2023 | EW-Dichte EW je km² | Höhe über NN |
| ---------------------------- | ------ | ---------- | --------------------------- | ------------------- | ------------ |
| Dornhan                      |        | 44,93      | 6.193                       | 138                 | 642          |
| Oberndorf am Neckar          |        | 55,93      | 14.669                      | 262                 | 506          |
| Rottweil, Große Kreisstadt   |        | 71,76      | 24.977                      | 348                 | 607          |
| Schiltach                    |        | 34,22      | 3.595                       | 105                 | 330          |
| Schramberg, Große Kreisstadt |        | 80,70      | 20.613                      | 255                 | 426          |
| Sulz am Neckar               |        | 87,60      | 12.777                      | 146                 | 443          |

| Gemeinde            | Wappen | Fläche km² | Einwohner 31. Dezember 2023 | EW-Dichte EW je km² | Höhe über NN |
| ------------------- | ------ | ---------- | --------------------------- | ------------------- | ------------ |
| Aichhalden          |        | 25,74      | 4.219                       | 164                 | 716          |
| Bösingen            |        | 22,45      | 3.408                       | 152                 | 649          |
| Deißlingen          |        | 32,16      | 6.205                       | 193                 | 611          |
| Dietingen           |        | 42,25      | 4.189                       | 99                  | 575          |
| Dunningen           |        | 48,44      | 6.478                       | 134                 | 666          |
| Epfendorf           |        | 29,71      | 3.160                       | 106                 | 572          |
| Eschbronn           |        | 11,41      | 2.098                       | 184                 | 700          |
| Fluorn-Winzeln      |        | 24,59      | 3.105                       | 126                 | 649          |
| Hardt               |        | 10,17      | 2.487                       | 245                 | 785          |
| Lauterbach          |        | 19,95      | 2.767                       | 139                 | 579          |
| Schenkenzell        |        | 42,14      | 1.882                       | 45                  | 361          |
| Villingendorf       |        | 9,33       | 3.335                       | 357                 | 621          |
| Vöhringen           |        | 24,72      | 4.531                       | 183                 | 506          |
| Wellendingen        |        | 17,47      | 3.298                       | 189                 | 638          |
| Zimmern ob Rottweil |        | 33,76      | 6.358                       | 188                 | 663          |

## Gemeinden vor der Kreisreform
Vor der Kreisreform 1973 bzw. vor der Gemeindereform gehörten zum (alten) Landkreis Rottweil seit 1938 insgesamt 53 Gemeinden, darunter 4 Städte.
Am 7. März 1968 stellte der Landtag von Baden-Württemberg die Weichen für eine Gemeindereform. Mit dem Gesetz zur Stärkung der Verwaltungskraft kleinerer Gemeinden war es möglich, dass sich kleinere Gemeinden freiwillig zu größeren Gemeinden vereinigen konnten. Den Anfang im alten Landkreis Rottweil machte am 1. Januar 1969 die Gemeinde Bach und Altenberg, die sich mit der Gemeinde Rötenberg vereinigte. In der Folgezeit reduzierte sich die Zahl der Gemeinden stetig. Durch die Gemeindereform verlor der Landkreis Rottweil vor der Kreisreform auch drei Gemeinden. Am 1. Januar 1971 wurde die Gemeinde Reutin in die Stadt Alpirsbach eingegliedert und wechselte damit zum Landkreis Freudenstadt. Am 1. Januar 1972 wurde die Stadt Schwenningen am Neckar (einschließlich der am 1. Januar 1970 eingegliederten Gemeinde Mühlhausen) mit der Stadt Villingen zur neuen Stadt Villingen-Schwenningen vereinigt und wechselte damit zum Landkreis Villingen.
Die verbliebenen Gemeinden des alten Landkreises Rottweil gingen am 1. Januar 1973 im neuen vergrößerten Landkreis Rottweil auf, während Deißlingen in den neu gebildeten Schwarzwald-Baar-Kreis eingegliedert wurde, am 1. Januar 1974 jedoch wieder in den Landkreis Rottweil zurückkehrte. Am 1. Februar 1973 wechselte die Gemeinde Schörzingen in den Zollernalbkreis, weil sie in die Gemeinde Schömberg eingegliedert wurde. Am 1. April 1974 wechselten die Gemeinden Peterzell und Römlinsdorf in den Landkreis Freudenstadt, weil sie in die Stadt Alpirsbach eingegliedert wurden. Am 1. Juli 1974 folgte der Zusammenschluss der Gemeinden Aichhalden und Rötenberg zur Gemeinde Aichhalden. Am 1. Januar 1975 wechselte die Gemeinde Weigheim zum Schwarzwald-Baar-Kreis, weil sie in die Stadt Villingen-Schwenningen eingegliedert wurde.
Die größte Gemeinde des alten Landkreises Rottweil war die Stadt Schwenningen am Neckar, die seit dem 1. April 1956 Große Kreisstadt ist. Die kleinste Gemeinde war Gößlingen.
Der alte Landkreis Rottweil umfasste zuletzt eine Fläche von 558 Quadratkilometern und hatte bei der Volkszählung 1970 insgesamt 138.468 Einwohner.
In der Tabelle wird die Einwohnerentwicklung des alten Landkreises Rottweil bis 1970 angegeben. Alle Einwohnerzahlen sind Volkszählungsergebnisse.
| Datum              | Einwohner |
| ------------------ | --------- |
| 17. Mai 1939       | 97.932    |
| 13. September 1950 | 104.212   |

| Datum        | Einwohner |
| ------------ | --------- |
| 6. Juni 1961 | 124.177   |
| 27. Mai 1970 | 138.468   |

In der Tabelle stehen die Gemeinden des alten Landkreises Rottweil vor der Gemeindereform.

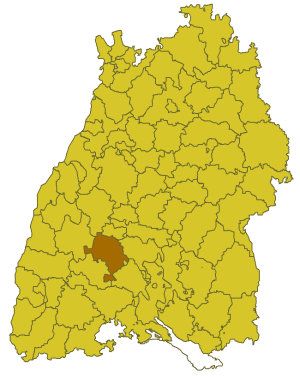
Landkreis Rottweil vor der Kreisreform

| frühere Gemeinde                         | heutige Gemeinde       | heutiger Landkreis | Einwohner am 6. Juni 1961 |
| ---------------------------------------- | ---------------------- | ------------------ | ------------------------- |
| Aichhalden                               | Aichhalden             | Rottweil           | 2.205                     |
| Aistaig                                  | Oberndorf am Neckar    | Rottweil           | 1.475                     |
| Altoberndorf                             | Oberndorf am Neckar    | Rottweil           | 761                       |
| Bach und Altenberg                       | Aichhalden             | Rottweil           | 268                       |
| Beffendorf                               | Oberndorf am Neckar    | Rottweil           | 705                       |
| Bochingen                                | Oberndorf am Neckar    | Rottweil           | 1.201                     |
| Böhringen                                | Dietingen              | Rottweil           | 661                       |
| Boll                                     | Oberndorf am Neckar    | Rottweil           | 623                       |
| Bösingen                                 | Bösingen               | Rottweil           | 1.119                     |
| Deißlingen                               | Deißlingen             | Rottweil           | 3.159                     |
| Dietingen                                | Dietingen              | Rottweil           | 1.083                     |
| Dunningen                                | Dunningen              | Rottweil           | 2.229                     |
| Epfendorf                                | Epfendorf              | Rottweil           | 1.513                     |
| Feckenhausen                             | Rottweil               | Rottweil           | 232                       |
| Flözlingen                               | Zimmern ob Rottweil    | Rottweil           | 510                       |
| Fluorn                                   | Fluorn-Winzeln         | Rottweil           | 1.370                     |
| Göllsdorf                                | Rottweil               | Rottweil           | 1.452                     |
| Gößlingen                                | Dietingen              | Rottweil           | 195                       |
| Hardt                                    | Hardt                  | Rottweil           | 1.395                     |
| Harthausen                               | Epfendorf              | Rottweil           | 425                       |
| Hausen ob Rottweil                       | Rottweil               | Rottweil           | 430                       |
| Herrenzimmern                            | Bösingen               | Rottweil           | 901                       |
| Hochmössingen                            | Oberndorf am Neckar    | Rottweil           | 962                       |
| Horgen                                   | Zimmern ob Rottweil    | Rottweil           | 505                       |
| Irslingen                                | Dietingen              | Rottweil           | 735                       |
| Lackendorf                               | Dunningen              | Rottweil           | 351                       |
| Lauffen ob Rottweil                      | Deißlingen             | Rottweil           | 1.100                     |
| Lauterbach                               | Lauterbach             | Rottweil           | 3.914                     |
| Locherhof                                | Eschbronn              | Rottweil           | 600                       |
| Mariazell                                | Eschbronn              | Rottweil           | 745                       |
| Mühlhausen                               | Villingen-Schwenningen | Schwarzwald-Baar   | 489                       |
| Neufra                                   | Rottweil               | Rottweil           | 584                       |
| Neukirch                                 | Rottweil               | Rottweil           | 419                       |
| Oberndorf am Neckar, Stadt               | Oberndorf am Neckar    | Rottweil           | 7.511                     |
| Peterzell                                | Alpirsbach             | Freudenstadt       | 579                       |
| Reutin                                   | Alpirsbach             | Freudenstadt       | 369                       |
| Römlinsdorf                              | Alpirsbach             | Freudenstadt       | 321                       |
| Rötenberg                                | Aichhalden             | Rottweil           | 1.213                     |
| Rotenzimmern                             | Dietingen              | Rottweil           | 260                       |
| Rottweil, Stadt                          | Rottweil               | Rottweil           | 17.876                    |
| Schörzingen                              | Schömberg              | Zollernalbkreis    | 1.096                     |
| Schramberg, Stadt                        | Schramberg             | Rottweil           | 18.114                    |
| Schwenningen am Neckar, Große Kreisstadt | Villingen-Schwenningen | Schwarzwald-Baar   | 32.232                    |
| Seedorf                                  | Dunningen              | Rottweil           | 1.293                     |
| Stetten ob Rottweil                      | Zimmern ob Rottweil    | Rottweil           | 429                       |
| Trichtingen                              | Epfendorf              | Rottweil           | 564                       |
| Villingendorf                            | Villingendorf          | Rottweil           | 1.652                     |
| Waldmössingen                            | Schramberg             | Rottweil           | 1.059                     |
| Weigheim                                 | Villingen-Schwenningen | Schwarzwald-Baar   | 670                       |
| Wellendingen                             | Wellendingen           | Rottweil           | 1.207                     |
| Winzeln                                  | Fluorn-Winzeln         | Rottweil           | 1.226                     |
| Zepfenhan                                | Rottweil               | Rottweil           | 463                       |
| Zimmern ob Rottweil                      | Zimmern ob Rottweil    | Rottweil           | 1.803                     |

## Kfz-Kennzeichen
Am 1. Juli 1956 wurde dem Landkreis bei der Einführung der bis heute gültigen Kfz-Kennzeichen das Unterscheidungszeichen RW zugewiesen. Es wird durchgängig bis heute ausgegeben.